# 刘斌堡乡
刘斌堡乡是中国北京市延庆县下辖的一个乡，位于县城以东。

## 行政区划
刘斌堡乡下辖1个社区、16个村委会：刘斌堡乡；刘斌堡、大观头、周四沟、红果寺、上虎叫、下虎叫、营盘、营东沟、马道梁、山东沟、山南沟、山西沟、小观头、观西沟、姚官岭、小吉祥。